# REO Motor Car Company
La REO Motor Car Company è stata una casa automobilistica statunitense, fondata a Lansing, Michigan, attiva tra il 1905 ed il 1975. Durante la prima parte della sua esistenza, tra il 1905 ed il 1936, ha prodotto autovetture civili, mentre tra il 1936 al 1975 ha dedicato la sua produzione a veicoli commerciali.

## Storia

### Gli inizi
REO è stata creata nell'agosto 1904 da Ransom Eli Olds, che deteneva il 52% delle azioni dei titoli di presidente e general manager. Ha fondato alcune ditte sussidiarie, quali National Coil Company, Michigan Screw Company e Atlas Drop Forge Company per assicurare un approvvigionamento affidabile di parti.

### La crescita immediata
Nel 1907, a soli due anni dalla nascita, la REO vedeva la sua economia interna come una delle più floride del mondo, infatti presentava un fatturato lordo di circa 4.5 milioni di dollari. Tuttavia, nel 1908 la REO registrò un notevole calo per via della crescente ascesa di società oggi importantissime, come la Ford.

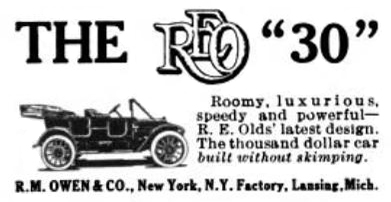
Pubblicità della Reo Owen del 1912

Nel 1910 la REO creò una zona riservata alla produzione di camion ed edificò nuovi edifici in varie zone del nord America, tra i quali spicca quello costruito in Ontario, Canada. Due anni dopo Olds affermò che aveva costruito il miglior veicolo possibile: una moto che poteva trasportare sino a tre, quattro persone con 35 CV e ruote di 81 centimetri di diametro. Il tutto veniva venduto per US $1050 (circa € 784), esclusi parabrezza e serbatoio di gas, che costavano US £100 per pezzo.
Nel 1915, Olds ha ceduto il titolo di direttore generale al suo pupillo Richard H. Scott e otto anni dopo finì il suo mandato di presidente dell'azienda.
Il più famoso episodio legato alla REO accadde il 27 agosto 1912, con il viaggio che vide Fonce V. (Jack) Haney, meccanico e autista, e Thomas W. Wilby, giornalista nordamericano, attraversare il Canada per la prima volta in assoluto con una vettura, una vettura REO; i due viaggiarono per 6720 km da Halifax, Nuova Scozia, a Vancouver, Columbia Britannica. Va evidenziato che nel 1912 la stragrande maggioranza delle strade canadesi era impraticabile. L'impresa fu poi ripetuta quasi cento anni dopo (1997) da Lorne Findlay, il quale ripeté la tratta transcanadese con la stessa automobile.

### Il crollo
Dal 1915 al 1925, sotto la guida di Richard Scott, vi furono profitti abbastanza buoni. Tuttavia, nel 1925, Scott, come molti dei suoi concorrenti, tentò un ambizioso piano di espansione al fine di portare la società ai livelli di altre case automobilistiche, le quali vendevano i loro prodotti a prezzi di tutt'altra importanza. Il piano di ingrandirsi a livello internazionale fallì e portò le classiche conseguenze di un fallimento: depressione nelle vendite e perdite importanti dal punto di vista delle finanze interne. La società era caduta molto in basso, tanto da tornare in mano ad Olds, il quale, terminato il suo ritiro nel 1933, tornò alla guida della società, dimettendosi tuttavia un anno dopo.
Nel 1936 la REO ha abbandonato la produzione di automobili per concentrarsi sulla produzione di veicoli commerciali, come i camion, che hanno caratterizzato l'ultima fase dell'esistenza della società.

## I prodotti principali
I prodotti principali della Reo furono due: la Reo Flying Cloud, introdotta nel 1927, e la Reo Royale 8, messa sul mercato a fine 1931. 

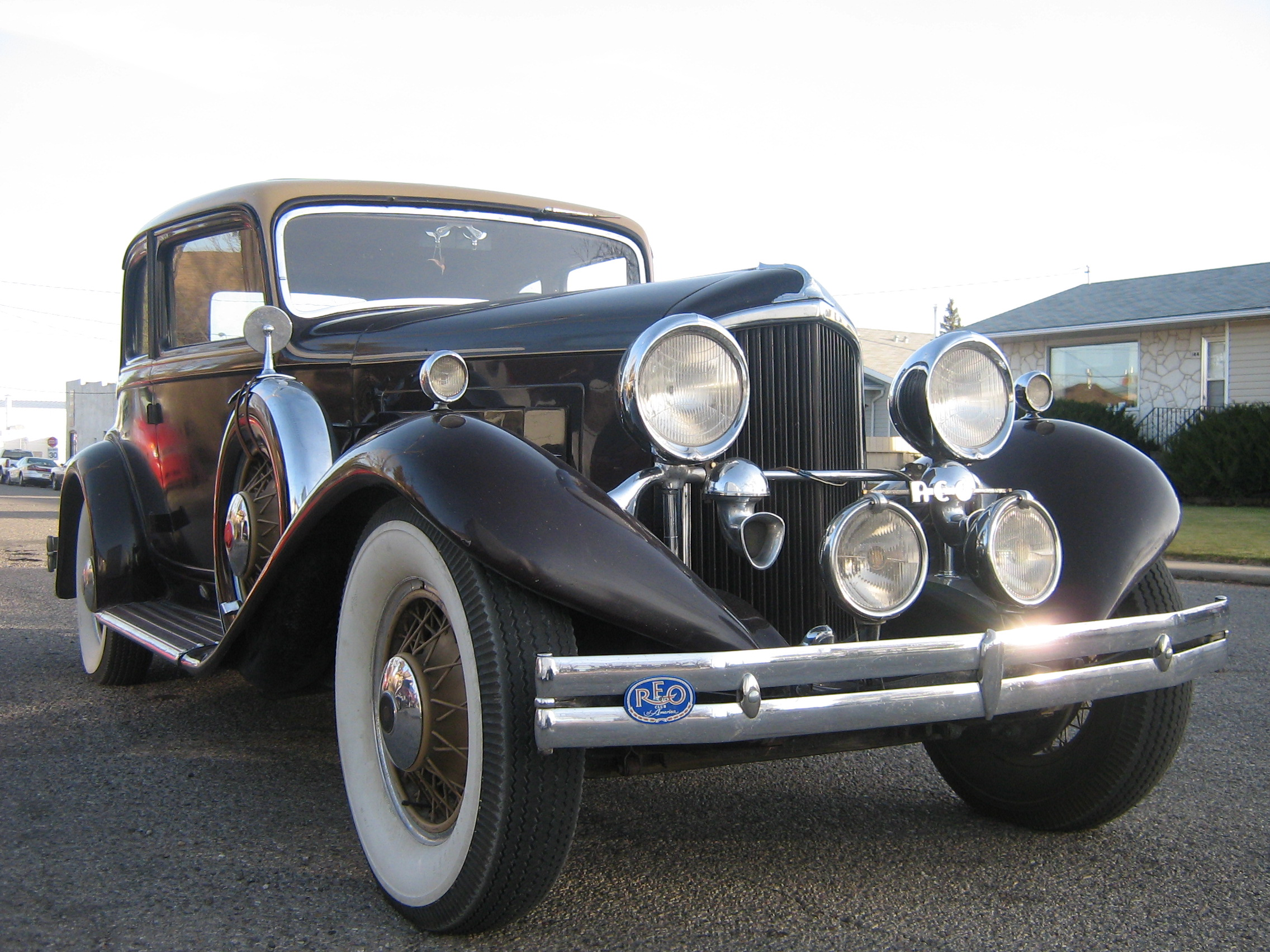
Reo Royale 8

La Reo Flying Cloud è stata ricordata poiché fu il primo veicolo ad utilizzare il nuovo sistema idraulico dei freni, mentre la Reo Royale 8, a causa del suo grande stile e del design rivoluzionario, veniva chiamata "la Reo più favolosa di tutti".
Segue a ruota questi due pilastri della casa statunitense la Turismo, creata da Olds nel 1910.

## Nome
In origine la casa automobilistica si chiamava R. E. Olds Car Company, iniziali di Ransom Eli Olds fondatore della compagnia, ma, a seguito di cause riguardanti il nome ingannevole (old in inglese viene tradotto con vecchio in italiano), il nome è stato cambiato ed ha assunto le iniziali del suo fondatore: R.E.O. Motor Car Company. La casa automobilistica assunse poi il popolare nome di Oldsmobile, che, assieme a Buick e Cadillac, divenne parte della fondazione General Motors Corporation.
Il nome della REO era scritto in modi diversi nelle diverse parti del mondo; anche nella stessa società vi furono molte contraddizioni riguardanti il nome. La pronuncia, tuttavia, è fatta di una singola parola.
Lansing, luogo di nascita della società, ospita il R. E. Olds Transportation Museum.

## Curiosità

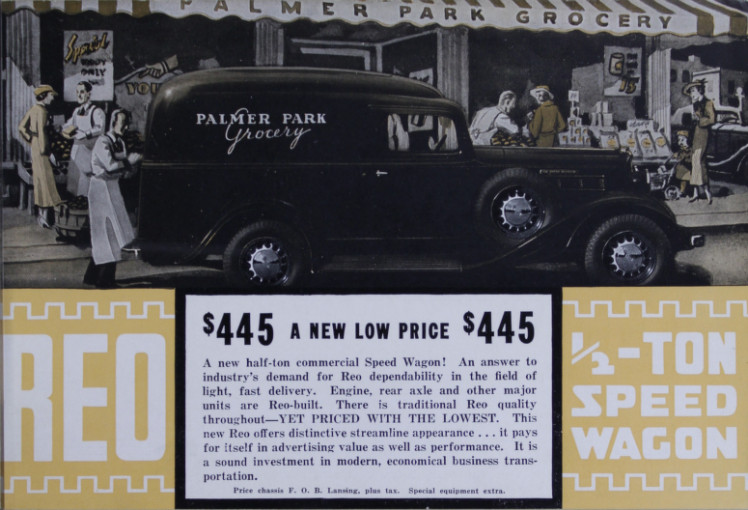
Cartello di vendita di una REO Speed Wagon

Il nome della rock band statunitense REO Speedwagon deriva dal REO Speed Wagon, un furgone prodotto dalla società.